# Maximilian Unterrainer

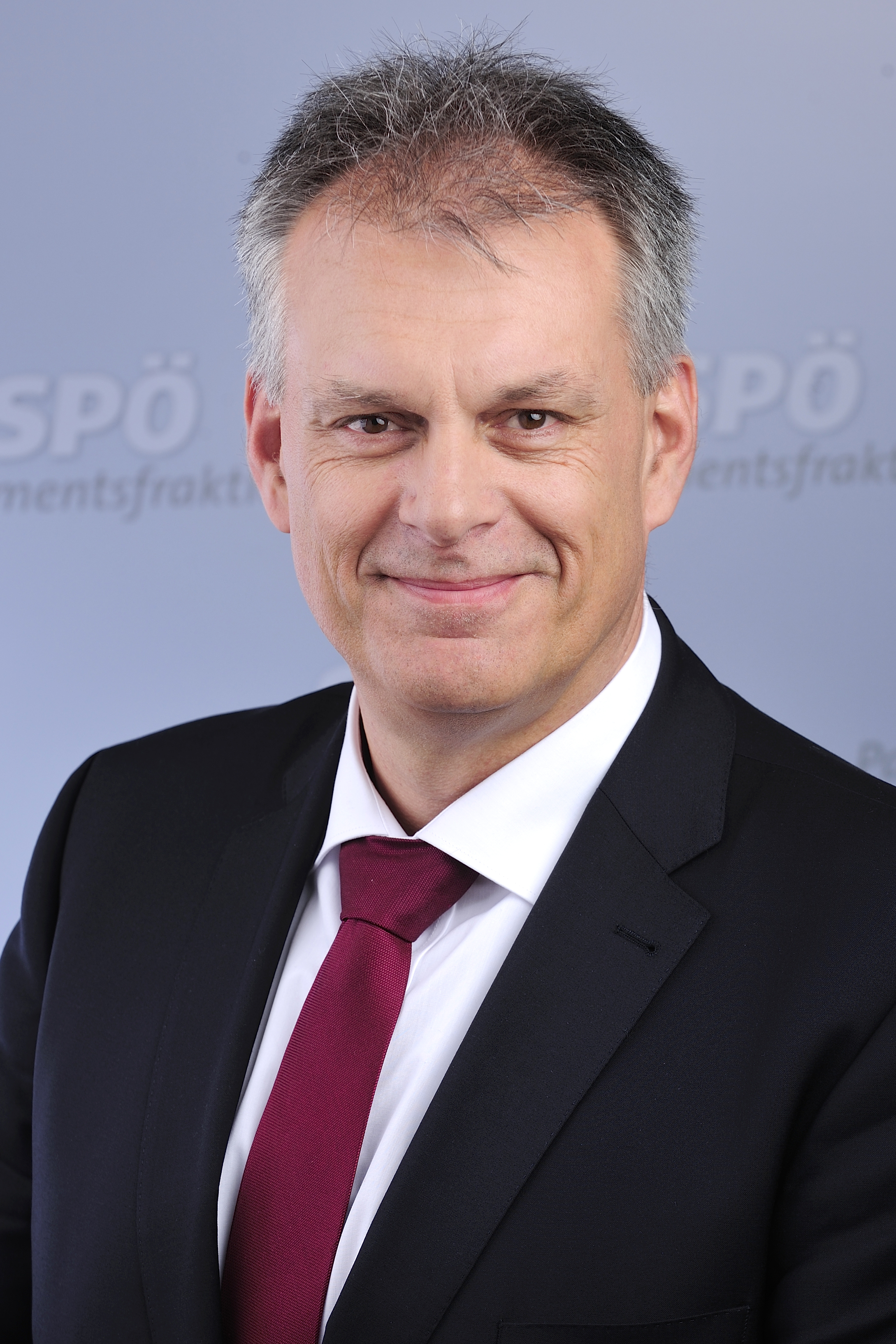
Maximilian Unterrainer (2014)

Maximilian Unterrainer (* 20. Februar 1964 in Hall in Tirol) ist ein österreichischer Politiker (SPÖ) und Geschäftsführer. Er war von 2013 bis 2019 Abgeordneter zum Österreichischen Nationalrat.

## Ausbildung und Beruf
Unterrainer besuchte von 1970 bis 1974 die Volksschule in Hall in Tirol uns wechselte im Jahr 1974 an das Gymnasium in Hall in Tirol. Ab 1979 setzte er seine Ausbildung am Oberstufenrealgymnasium in Innsbruck fort, an dem er 1983 die Matura ablegte. Er leistete in der Folge zwischen den Jahren 1984 und 1985 seinen Präsenzdienst ab und studierte von 1996 bis 2000 am Management Center Innsbruck Wirtschaftswissenschaften. Im Jahr 2002 wurde ihm der akademische Grad Mag. (FH) verliehen.
Beruflich ist Unterrainer seit 1998 als Landesdirektor der s Bausparkasse - Bausparkasse der österreichischen Sparkassen Aktiengesellschaft aktiv, im Jahr 2003 übernahm er zudem die Geschäftsführung der s Real Tirol - Sparkassen Real Service Tirol Realitätenvermittlungs-GesmbH. Er ist zudem ehrenamtlicher Gesellschaftervertreter der Gemeinde Absam Immobilien GmbH und im Besitz diverser Gewerbeberechtigungen.

## Politik und Funktionen
Unterrainer ist seit 2004 Finanz- und Wirtschaftsreferent der SPÖ Absam und war von 1998 bis 2005 Mitglied des Gemeinderates von Absam, wobei er für die Liste Bürgermeister Arno Guggenbichler und Team - SPÖ und Parteiunabhängige antrat. Er war zudem bis 2005 auch Mitglied des Gemeindevorstandes der Gemeinde Absam. Er wurde am 17. Juni 2005 zum Vizebürgermeister von Absam gewählt und stieg 2010 innerparteilich zum stellvertretenden Bezirksparteivorsitzender der SPÖ Innsbruck-Land sowie zum Mitglied des Landesparteivorstandes der SPÖ Tirol auf. Zudem ist er seit 2010 Vorstandsmitglied im Sozialdemokratischen Wirtschaftsverband. Unterrainer war 2009 Spitzenkandidat der SPÖ Tirol bei der EU-Parlamentswahl und fungiert seit 2010 als Europasprecher der SPÖ Tirol.
Unterrainer kandidierte bei der Nationalratswahl 2013, erlangte ein Mandat über den Landeswahlkreis Tirol und wurde am 29. Oktober 2013 angelobt. Nach der Nationalratswahl 2019 schied er aus dem Nationalrat aus.

## Privates
Unterrainer ist verwitwet und Vater von drei Kindern.